# 下埃及
下埃及（阿拉伯語：مصر السفلى，羅馬化：Miṣr as-Suflā，羅馬化：Tsakhet）是埃及的北部地区，从现代开罗以南的阿雅特到达赫舒尔，位于上埃及和地中海之间，包括了肥沃的尼罗河三角洲。历史上，尼罗河在下埃及分为七条支流。下埃及被划分为诺姆，并在公元前3600年后开始发展为文明。如今，尼罗河三角洲有两条主要的水道——马赫穆迪亚运河（古代称为Agathos Daimon）和穆威斯运河（阿拉伯語：بحر موَيس，意为“摩西的水道”）。

## 名称
在古埃及语中，下埃及被称为mḥw，意为“北”。 后来，在古典时代和中世纪，希腊人和罗马人将其称为 Κάτω Αἴγυπτος 或 Aegyptus Inferior，均意为“下埃及”，但科普特人依然使用与北方相关的旧名称：Tsakhet或 Psanemhit，意为北方部分。下埃及被划分为多个区域，即诺姆（羅馬化：ptosh）：
- Niphaiat（直译：「利比亚（诺姆）」），位于西部。
- Tiarabia（直译：「阿拉伯」），位于东部。
- Nimeshshoti（直译：「田野」），位于东北部。
- Bashmur（Bashmuric，直译：「沙岸」），位于北部。

商博良在三角洲中部新增了一个地区，称为 Petmour（直译：「限制或围绕之地」） ，依据是拜占庭的斯特凡诺斯提到的古希臘語：。但还不清楚这是单独的地区还是 Bashmur 的希腊化名称。

在阿拉伯征服埃及后，三角洲的中部地区被称为 al-Rif（阿拉伯語：الريف），意为“乡村、农村地区”，这一名称来源于古埃及语 
| r · Z1 | pr · Z1 · niwt |

r-pr，即“神庙”。之所以以这个名称命名是因为农村地区由神庙管理。 大致包括古代 Tiarabia 地区的东部地区被称为 al-Hawf（阿拉伯語：الهوف），意为“边缘，边界”。

## 地理
如今，尼罗河在三角洲地区有两条主要的水道：一条位于西部的罗塞塔，另一条位于东部的杜姆亚特。
三角洲地区有着丰富的水资源，交错着众多水道和运河。
由于靠近地中海，下埃及的气候比南部的上埃及更加温和。下埃及的温度很少有极端情况，降雨量也更为充沛。

## 历史
下埃及被划分为二十个诺姆。首个诺姆位于利什特。由于下埃及大多为未开发的灌木丛地，长满了各种植物如草类和香料，这些诺姆的组织结构经历了多次变更。
下埃及的首都是孟菲斯，守护女神是瓦吉特，以眼镜蛇的形象出现。下埃及的象征是红色王冠 Deshret,符号是纸莎草和蜜蜂。统一之后，下埃及与上埃及的守护神被称为“两女神”，分别为瓦吉特和奈赫贝特（以秃鹫形象出现），保护所有古埃及人。
公元前3600年，尼罗河沿岸的新石器时代埃及社会开始以种植作物和驯养动物为文化基础。 之后不久，埃及社会开始向高度发展的文明社会迅速迈进。 此时出现了一种新的独特陶器，与黎凡特南部的陶器相关联。美索不达米亚的晒砖工艺以及包括拱形结构及凹墙装饰在内的建筑方式也流行起来。
随着文化的进步，上埃及社会和城镇的统一进程随之发生，同时，下埃及社会也经历了统一的过程。上下埃及之间经常发生战争。在那尔迈统治上埃及期间，他击败了三角洲地区的敌人，并统一了上下埃及。

## 史前下埃及统治者列表
巴勒莫石碑是一则皇家编年史，成于第五王朝中期（约公元前2490年–约公元前2350年），其中记录了一些在纳尔迈之前统治下埃及的君主。这些君主的存在仅限于这块石碑的铭文中，没有其他证据记载他们的事迹。
| 名字     |
| -------- |
| 胡瑟库   |
| 卡胡     |
| 调       |
| 哲思     |
| 尼赫布   |
| 瓦泽奈   |
| 梅赫     |
| （损坏） |

与之相反，西奈和下埃及的考古发现，双鹰和鳄鱼两位君主确有记载。

## 诺姆列表
| 序号 | 埃及名称   | 首府                                    | 神祇                   |
| ---- | ---------- | --------------------------------------- | ---------------------- |
| 1    | Inebu-hedj | Ineb Hedj / Men-nefer / Menfe（孟非斯） | 卜塔                   |
| 2    | Khensu     | Khem（列托波利斯）                      | 荷鲁斯                 |
| 3    | Imnt       | Imu（阿匹斯）                           | 哈索尔                 |
| 4    | Zapi-Res   | Ptkheka                                 | 索贝克、伊西斯、阿蒙   |
| 5    | Zapi-Meh   | Zau（塞易斯）                           | 涅伊特                 |
| 6    | Khaset     | Khasu（索伊斯）                         | 阿蒙-拉                |
| 7    | A-ment     | （小赫尔莫波利斯，Metelis ）            | 胡                     |
| 8    | A-bt       | Tjeku / Per-Atum（比东）                | 阿图姆                 |
| 9    | Ati        | Djed（布西里斯）                        | 奥西里斯               |
| 10   | Ka-khem    | Hut-hery-ib（阿斯里比斯）               | 荷鲁斯                 |
| 11   | Ka-heseb   | Taremu（莱翁特波利斯）                  | 伊西斯                 |
| 12   | Theb-ka    | Tjebnutjer（塞本尼托斯）                | 安胡尔                 |
| 13   | Heq-At     | Iunu（赫利奥波利斯）                    | 拉                     |
| 14   | Khent-abt  | Tjaru（Sile，塔尼斯）                   | 荷鲁斯                 |
| 15   | Tehut      | Ba'h / Weprehwy（小赫尔莫波利斯）       | 托特                   |
| 16   | Kha        | Djedet（门德斯）                        | 巴内卜杰德或哈特梅赫特 |
| 17   | Semabehdet | Semabehdet（下迪奥斯波利斯）            | 阿蒙-拉                |
| 18   | Am-Khent   | Per-Bastet（布巴斯提斯）                | 芭丝特                 |
| 19   | Am-Pehu    | Dja'net（莱翁特波利斯 塔尼斯）          | 瓦吉特                 |
| 20   | Sopdu      | Per-Sopdu                               | 索普德特               |